# Catinella avara
Catinella avara är en snäckart som först beskrevs av Thomas Say 1824.  Catinella avara ingår i släktet Catinella och familjen bärnstenssnäckor. Inga underarter finns listade i Catalogue of Life.